# Серафимовское (Пермский край)
Серафимовское — село в составе Сивинского района в Пермском крае.

## Географическое положение
Расположено в западной части района на расстоянии менее 3 километров на юго-запад от поселка Северный Коммунар.

## Климат
Климат умеренно-континентальный с продолжительной снежной зимой и коротким, умеренно-теплым летом. Среднегодовая температура + 1,7оС. Средняя температура июля составляет +17,7оС, января −15,1оС. Среднее годовое количество осадков составляет 586 мм.

## История
Основано в начале XX века. Название дано в честь популярного в народе преподобного Серафима, монаха Саровской пустыни (1760—1833). В селе с 1906 года действовала Преподобно-Серафимовская церковь. До 2021 года входит в состав Северокоммунарского сельского поселения Сивинского района. Предполагается, что после упразднения обоих муниципальных образований войдёт в состав Сивинского муниципального округа.

## Население
Постоянное население составляло 245 человек в 2002 году (100 % русские), 180 человек в 2010 году.